# Pessat-Villeneuve
Pessat-Villeneuve – miejscowość i gmina we Francji, w regionie Owernia-Rodan-Alpy, w departamencie Puy-de-Dôme.
Według danych na rok 1990 gminę zamieszkiwały 384 osoby, a gęstość zaludnienia wynosiła 61 osób/km² (wśród 1310 gmin Owernii Pessat-Villeneuve plasuje się na 483. miejscu pod względem liczby ludności, natomiast pod względem powierzchni na miejscu 946.).